# Zemský okres Severní Sasko
Zemský okres Severní Sasko (německy Landkreis Nordsachsen) je zemským okresem Svobodného státu Sasko v Německu. Na severu sousedí se Saskem-Anhaltskem, na východě s Braniborskem, na jihovýchodě s okresem Míšeň, jižně pak hraničí s okresem Střední Sasko, jihozápadně s oběma lipskými okresy – městským i zemským. Významnými řekami v okrese jsou Mulda a Labe protékající okresním městem Torgau.
Okres vznikl v roce 2008 v rámci územní reformy sloučením dříve existujících okresů Delitzsch a Torgau-Oschatz. S přibližně 200 tisíc obyvateli na 2020 km² se jedná o nejméně zalidněný okres Saska s hustotou osídlení zhruba 97 obyv./km². 

## Města a obce
| Města | Obce | Obce |
| --- | --- | --- |
| 1. Bad Düben 2. Belgern-Schildau 3. Dahlen 4. Delitzsch 5. Dommitzsch 6. Eilenburg 7. Mügeln 8. Oschatz 9. Schkeuditz 10. Taucha 11. Torgau | 1. Arzberg 2. Beilrode 3. Cavertitz 4. Doberschütz 5. Dreiheide 6. Elsnig 7. Jesewitz 8. Krostitz 9. Laußig 10. Liebschützberg | 1. Löbnitz 2. Mockrehna 3. Naundorf 4. Rackwitz 5. Schönwölkau 6. Trossin 7. Wermsdorf 8. Wiedemar 9. Zschepplin |